# 开化街道
开化街道，是中华人民共和国云南省文山壮族苗族自治州文山市下辖的一个街道办事处。

## 行政区划
开化街道下辖以下地区：
振华社区、梁子社区、沙坝社区、兴隆社区、螺峰社区、北桥社区、大兴社区、西山社区、永通社区、铜厂社区和干河社区。